# Zendstation Nador
Zendstation Nador is de belangrijkste korte- en middengolfzender van het particuliere station Medi 1 Radio in Marokko. De belangrijkste zendmasten behoren tot de hoogste constructies in Noordelijk Afrika.
Het complex ligt ongeveer achttien kilometer buiten de stad Nador langs de weg van Nador naar het vliegveld, vlak bij de plaats Selouane.
De langegolfzender van het zendstation zendt uit op 171 kHz en heeft een zendvermogen van 2000 kilowatt. Het is daarmee een van de sterkste omroepzenders in de wereld. Op de FM zendt hij uit op 99,9 Mhz.
De antenne is een directionele antenne bestaande uit drie getuide masten van elk 380 meter hoogte.

## Hoogste constructie
Deze zendmasten vormen de hoogste constructie in Afrika. De (al jarenlang ongebruikte) mast van het navigatiesysteem Omega in Paynesville in Liberia was hoger, maar deze mast is begin mei 2011 gesloopt om plaats te maken voor een lokale markt.

## Middengolf
Behalve deze drie hoge masten is er ook een grote middengolfantenne die opgehangen is tussen de lage masten. De foto toont de lage antennes.